# Hôtel Rigoley de Chevigny
L'Hôtel Rigoley de Chevigny est un hôtel particulier de la ville de Dijon situé dans son secteur sauvegardé.

## Histoire

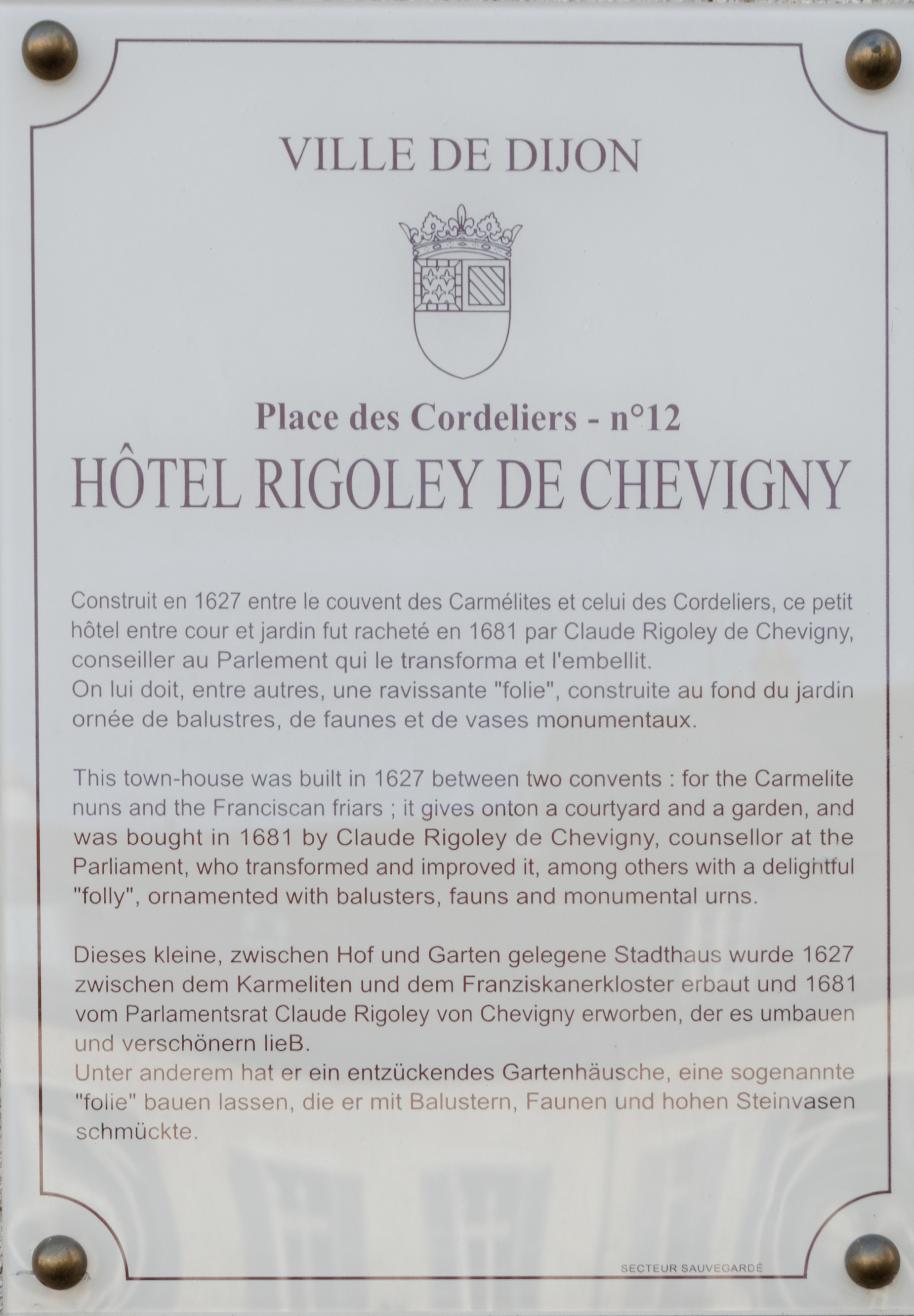
Plaque explicative trilingue (français, anglais et allemand).

L'hôtel est en premier construit à partir de 1675 puis par Pierre 1er Rigoley de Chevigny et son neveu en 1725.
Le pavillon du XVIIIe siècle est inscrit au titre des monuments historiques depuis 1928 alors que la totalité de l'hôtel est inscrit depuis 2001.